# طرائف أبي دلامة (مسلسل)
طرائف أبي دلامة مسلسل تاريخي كوميدي أنتج عام 1993 وهو يتحدث عن أحد ظرفاء العرب المشهورين وهوأبو دلامة ويحكي عدداً من القصص والطرائف التي جرت  في عهده وقد قام بأداء شخصية أبي دلامة الفنان السوري زيناتي قدسية ومن تأليف عبد الرحمن فهمي وإخراج غسان جبري.

## البطولة
- منى واصف.
- زيناتي قدسية في دور أبو دلامة.
- سلمى المصري في دور أم دلامة.

### الممثلون الآخرون
- سلوم حداد في دور الخليفة العبَّاسي أبو جعفر المنصور.
- عبد الرحمن أبو القاسم في دور بشار بن برد.
- حسن دكاك في دور أبو زيد.
- عصام عبه جي في دور قعطل.
- نذير سرحان في دور جعفر.
- أحمد المنصور في دور أبو سالم.
- تيسير إدريس في دور أبو مسلم.
- أديب قدورة في دور روح بن حاتم.
- حاتم علي في دور الغلام سعد.
- أندريه سكاف في دور دلامة.
- مرح جبر في دور الجارية نعيم.
- مجد ظاظا في دور أمة الله.
- محمد الحريري في دور أبو العمروط.

سحر فوزي - أدهم الملا - حسام شحادات - نضير لكود -عزة البحرة - اسكندر عزيز - مفيد أبو حمدة - يوسف المقبل- نبيل ريس علي - نصر شما - محمد خاوندي - ياسين أرناؤوط - نضال سيجري - كميل أبو صعب - سعيد عبد السلام - حسن أسرب - جريس جبارة - عدنان السيد - أسامة عبد الحميد.